# Mycodiplosis pucciniacola
Mycodiplosis pucciniacola är en tvåvingeart som först beskrevs av Hardy 1960.  Mycodiplosis pucciniacola ingår i släktet Mycodiplosis och familjen gallmyggor. Inga underarter finns listade i Catalogue of Life.